# Jermaine Landsberger

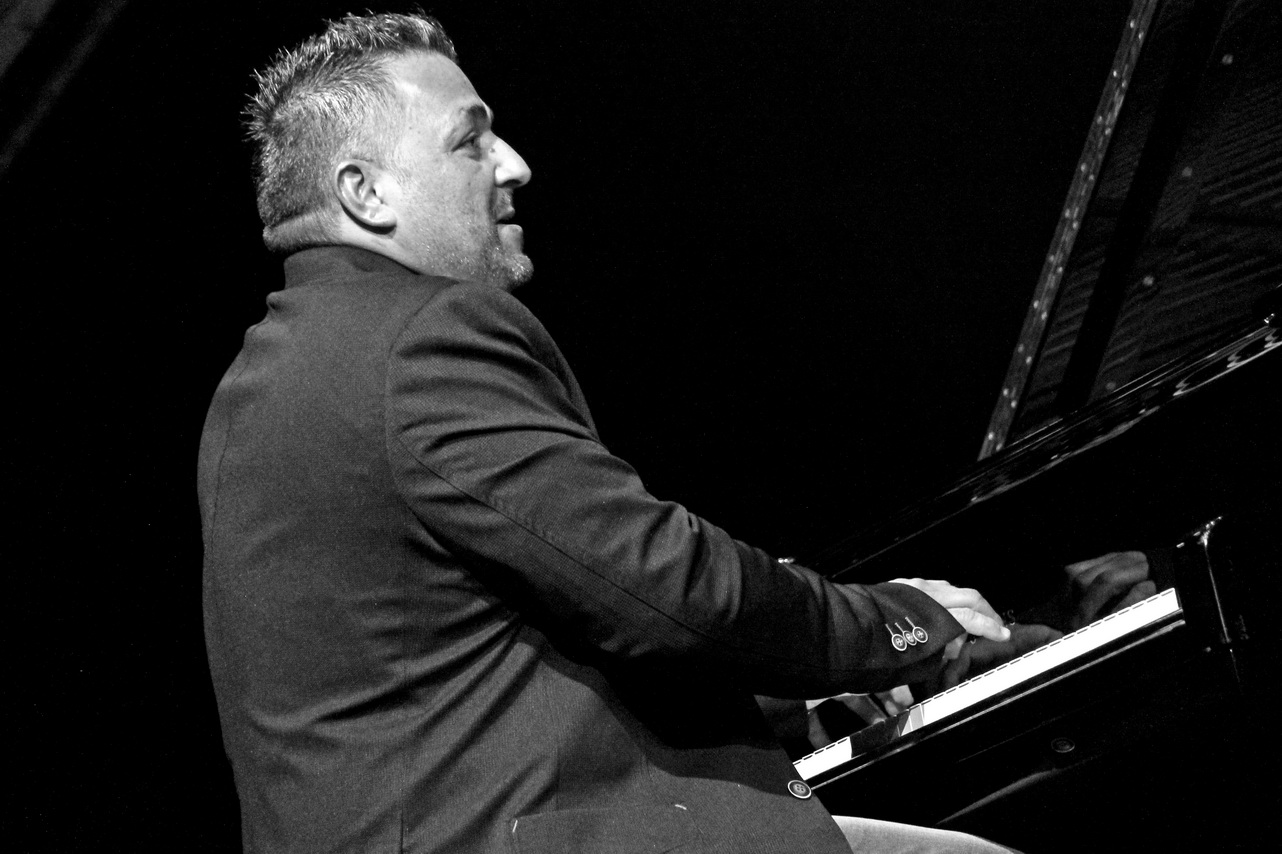
Jermaine Landsberger beim Jazzfestival St. Ingbert, 2017

Jermaine Landsberger (* 1973 in Vilsbiburg) ist ein deutscher Jazz-Organist und -Pianist.

## Leben und Wirken
Landsberger kam in Niederbayern in einer Sinti-Familie zur Welt. Er betätigte sich zunächst als Jazz-Pianist.
Sein Klavier-Trio bildete er 1996 mit dem Bassisten Eugen Apostolidis und dem Schlagzeuger Guido May, später mit Davide Petrocca (Bass) und Matthias Gmelin (Schlagzeug). 1998 nahm er sein Album Gipsy Feeling feat. Biréli Lagrène auf. Nach einer gemeinsamen Tour 2002 mit dem schottischen Jazz-Gitarristen Martin Taylor wurde Landsberger Bandmitglied in dessen Band, 2003 folgte Taylors Album Gypsy Journey.
2006 gründete er mit Paulo Morello (Gitarre) und Christoph Huber (Schlagzeug) das Trio Hammond Eggs, wo auch Gastmusiker mitwirkten. 2007 erschien das Album Hammond Eggs feat. Peter Weniger. 2009 erschien bei Resonance Records das Album Gettin`Blazed. Es wurde in Los Angeles aufgenommen. Bei drei Titeln spielte Gitarrist Pat Martino mit.
2013 erschien mit Back in the Pan das zweite Album von Hammond Eggs  mit Gästen wie Randy Brecker, Bob Mintzer und Tony Lakatos. Im Frühsommer 2014 beschlossen der  US-Gitarrist Larry Coryell und Jermaine Landsberger ein klassisches Gitarre-Orgel-Trio zu bilden, es folgten Tourneen bis 2015. 
2015 wirkte Landsberger neben Stochelo Rosenberg bei dem Album von Giovanni Weiss Django Deluxe & NDR Bigband mit. Als Arrangeur und Co-Produzent wirkte er  bei dem Album Souvenir de Paris des Geigers Sandro Roy mit seinem Piano-Trio (mit Guido May/Schlagzeug und Joel Locher/Bass) mit. 2019 bildete Landsberger mit dem New Yorker Drummer Donald Edwards und dem Bassisten Darryl Hall sein neues Klavier-Trio.
2020 veröffentlichte Landsberger gemeinsam mit Stochelo Rosenberg das Album Gypsy Today, an dem Didier Lockwood, Joel Locher, Darryl Hall, André Ceccarelli und Sebastiaan de Krom mitwirkten.

## Diskografie (Auswahl)
- 1998: For Costa (Guido May, Eugen Apostolidis, Radau Records)
- 1999: Gipsy Feeling (mit Biréli Lagrène, Eugen Apostolidis, Mathias Gmeli, GLM)
- 2000: Samba in June (mit Gina Landsberger und Helmut Kagerer, GLM)
- 2002: Gypsy Journey (mit Martin Taylor, Jermaine Landsberger, Davide Petrocca, P3 Music)
- 2007: Hammond Eggs (mit Paulo Morello, Dejan Terzić, Peter Weniger, In + Out Records)
- 2009: Gettin′ Blazed (mit Harvey Mason, James Genus, Pat Martino, Gary Meek, Andreas Öberg, Resonance Records)
- 2013: Hammond Eggs: Back in the Pan (mit Randy Brecker, Bob Mintzer, Tony Lakatos, Paulo Morello, Christoph Huber, Axel Schlosser)
- 2020: Gypsy Today (mit Stochelo Rosenberg, Didier Lockwood, André Ceccarelli, Darryl Hall, Sebastiaan de Krom, Joel Locher, GLM)
- 2022: With Heart and Soul (mit Darryl Hall, Donald Edwards, Marcel Loeffler, Tony Lakatos, Axel Schlosser, GLM)
- 2025: Hammond Eggs: Meets Randy Brecker (mit Randy Brecker, Paulo Morello, Christoph Huber, In + Out Records)